# Mario Moroni
Mario Moroni war ein italienischer Drehbuchautor und Filmregisseur.
Moroni begann seine Karriere beim Film als Drehbuchautor zu zwei Filmen Tanio Boccias im neapolitanischen Milieu 1952 und im Folgejahr. Auch an allen anderen Filmen Boccias war er beteiligt, teilweise auch als Regieassistent. Seine einzige Arbeit für einen anderen Regisseur stellt 1970 das Drehbuch zu Quante volte… quella notte, das er für Mario Bava schrieb, dar. 1971 und 1974 inszenierte er zwei Filme, die beide kaum in den Verleih kamen und deutlich unterdurchschnittlich waren. Später war er beim Fernsehen für zwei Miniserien verantwortlich.

## Filmografie (Auswahl)
Drehbuch
- 1964: Marco – der Unbezwingbare (Maciste alla corte dello zar)
- 1968: Mein Leben für die Rache (Sapevano solo uccidere)

Regie
- 1971: Django – Unerbittlich bis zum Tod (Il mio nome è Mallory… “M” come morte)
- 1974: Ciak si muore